# José Ferraz y Cornel
José Ferraz y Cornel (Benasc, Osca, 3 d'abril de 1796 – València, 5 de juliol de 1854) va ser un militar i polític aragonès, ministre d'Hisenda durant la minoria d'edat d'Isabel II d'Espanya.

## Biografia
Va néixer a Casa Faure de Benasc, en el si d'una família infantona documentada des del segle xii. Germà de Francisco Javier Ferraz y Cornel, tinent general i president del Tribunal Suprem de Guerra i Marina; i cosí germà de Valentín Ferraz y Barrau, president del Consell de Ministres.
Va obtenir plaça com a cadet en el Regiment de Dragons del Rei el 26 de maig de 1808, -amb una dispensa especial del general José de Palafox y Melci per la seva edat edat-, defensant Saragossa de les tropes franceses en els dos setges que va sofrir en 1808-1809. En capitular la ciutat, es va negar a servir en les files napoleòniques i va ser conduït presoner a França, encara que va aconseguir escapar-se abans de travessar la frontera i es va amagar en la serra d'Alcubierre fins que va poder reincorporar-se de nou a l'exèrcit espanyol del general Blake que operava a València, on va combatre la resta de la contesa assolint els graus d'alferes de cavalleria i el 1820 de capità.
Afí als postulats liberals, durant el Trienni Liberal va estar destinat com a oficial primer en la Secretaria de Despatx de la Guerra, rebent la llicència definitiva de l'Exèrcit en reposar-se en 1823 l'absolutisme fernandí.
L'11 de gener de 1839 (durant la regència de Maria Cristina) va ser nomenat Director General del Tresor (Ministeri de Pío Pita Pizarro), i posteriorment fou designat per ocupar com a interí la cartera d'Hisenda del l0 al 12 de maig de 1840, exercint-la com a titular del 20 de juliol al 19 d'agost del mateix any, en el Consell de Ministres presidit pel seu cosí germà Valentín Ferraz y Barrau.
Va ser diputat a Corts per València de 1837 a 1839 i senador per la província de Saragossa en la legislatura de 1843-1845. En 1851 va ser designat senador vitalici per la reina Isabel II.
Retirat de tota activitat política, va fixar el seu domicili a València, ciutat en la qual es va dedicar als negocis i on exerciria alguns rellevants càrrecs: Director de l'Hospital Provincial i de la Casa de Beneficència, i membre de la Reial Acadèmia de Belles Arts de Sant Carles i de la Reial Societat Econòmica d'Amics del País.
Entre altres distincions, va rebre la gran creu de les reals ordes de Carles III i Isabel la Catòlica.